# ジーモン・シュヴェンデナー

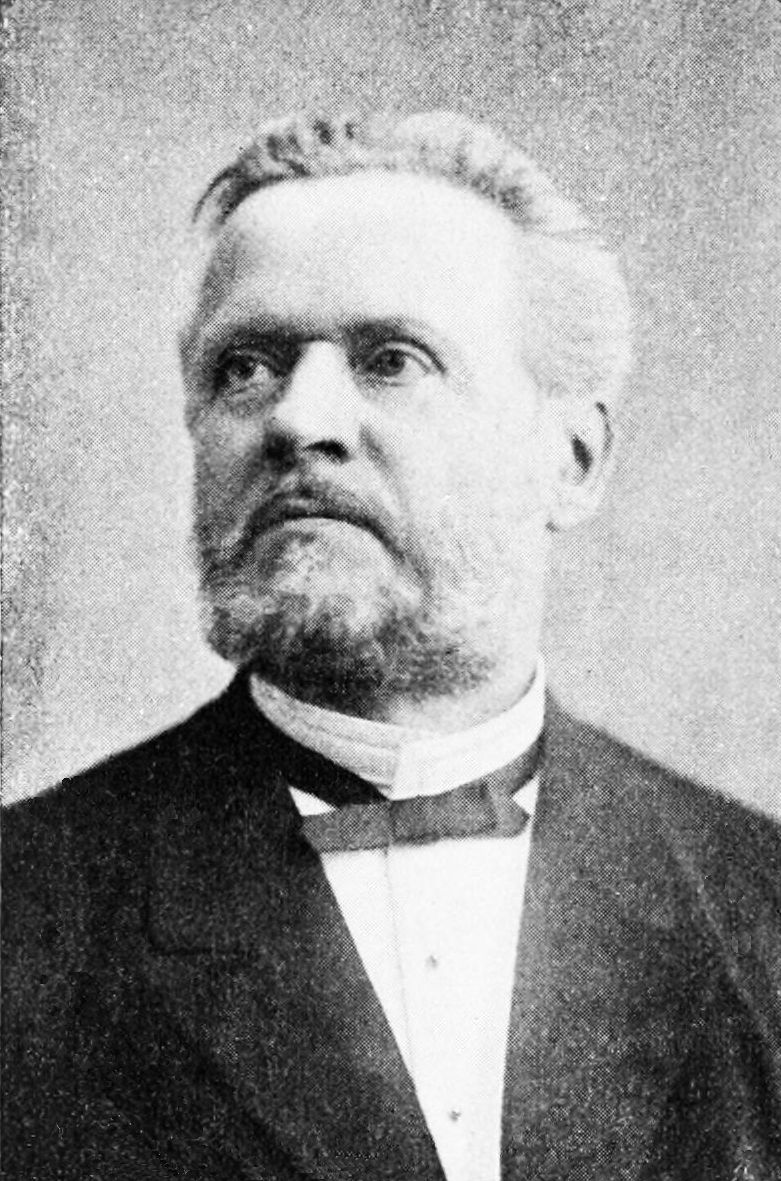
ジーモン・シュヴェンデナー

ジーモン・シュヴェンデナー（Simon Schwendener、1829年2月10日 - 1919年5月27日）は、スイスの植物学者である。ベルリン大学の植物学の教授を務めた。地衣類の研究史において重要な人物である。

## 略歴
ザンクト・ガレンのブスス出身である。1856年にチューリッヒ大学で学位を得た後、チューリッヒ大学のカール・ネーゲリの助手を務めた。1860年にミュンヘン大学の植物学の教授となり、1867年からバーゼル大学の植物学の教授、バーゼル植物園の園長を務め、1877年に、ヴィルヘルム・ホフマイスターの後を継いで、チュービンゲン大学の植物学の教授、1878年から引退する1910年までベルリン大学の教授を務めた。
植物生理学分野の研究で知られ、植物の構造とその機能の関係を研究した。気孔やそれを構成する孔辺細胞の機能や、葉の運動に関係する葉枕（pulvinus）や、樹液流のメカニズムなどの研究で業績をあげた。
1867年に地衣類が藻類と菌類の2つの種からなっているという仮説を発表し、当時の地衣類の専門家、ウィリアム・ナイランダーらからは多くの否定的見解を受けたが、後に認められることとなった。1912年ヘルムホルツ・メダル受賞。
シュヴェンデナーの教えた学生や助手には、 カール・エーリヒ・コレンス、ハーバーラント（Gottlieb Haberlandt）、リヒャルト・コルクヴィッツ、エミール・ハインリッヒャー、マキシミリアン・ヴェスターマイヤー、フォルケンス（Georg Volkens）、オットー・ヴァーブルクらの有名な学者がいる。

## 著作
- Das mechanische Princip im anatomischen Bau der Monocotylen (1874) - The mechanistic principle on the anatomical structure of monocots.
- Mechanische Theorie der Blattstellungen (1878) - The mechanistic theory of leaf positioning.
- Über Bau und Mechanik der Spaltöffnungen (1881) - On the structure and mechanics of the stomata.
- Gesammelte Botanische Mittheilungen (1898) - Collected botanical treatises.